# Kenny Lübcke
Kenny Lübcke (Copenaghen, 20 giugno 1966) è un cantante danese.
Ha rappresentato la Danimarca all'Eurovision Song Contest 1992 con il brano Alt det som ingen ser, in duetto con Lotte Feder.

## Biografia
Kenny Lübcke è salito alla ribalta nel 1992 con la sua partecipazione al Dansk Melodi Grand Prix, il processo di selezione del rappresentante danese all'Eurovision Song Contest, dove ha presentato il duetto Alt det som ingen ser insieme a Lotte Feder. La loro vittoria ha permesso loro di cantare sul palco eurovisivo a Malmö, dove si sono piazzati al 12º posto su 23 partecipanti con 47 punti totalizzati. Nel 2001 ha partecipato nuovamente al Dansk Melodi Grand Prix, questa volta come solista con la canzone Drømmer om dig, ma non si è qualificato per la finalissima. Oltre alla sua attività di solista, Kenny Lübcke ha fatto parte di vari gruppi rock e heavy metal negli anni '90 e 2000.

## Discografia

### Album in studio
- 1992 – Alt det som ingen ser (con Lotte Feder)

### Singoli
- 1992 – Alt det som ingen ser/Man ved, hva' man har (con Lotte Feder)
- 1992 – Anybody's Baby (con Lotte Feder)
- 2001 – Drømmer om dig

#### Come artista ospite
- 2002 – Jeg vil bar' være rockstar (Rockstarz feat. Kenny Lübcke)